# Embraer EMB 110 Bandeirante
Embraer EMB 110 Bandeirante (tiếng Bồ Đào Nha: "Scout") là một máy bay vận tải, dân dụng hạng nhẹ sức chở 15-21 hành khách, trang bị hai động cơ tuabin phản lực cánh quạt, nó có thể sử dụng cho cả nhiệm vụ dân sự và quân sự. Nó được sản xuất bởi hãng chế tạo máy bay của Brasil là Embraer.

## Thiết kế và mục đích
EMB 110 được thiết kế bởi kỹ sư người Pháp là Max Holste sau những thuyết minh của chương trình IPD-6504 do Bộ hàng không Brazil đặt thiết kế vào năm 1965.
Mục đích là sẽ tạo ra một máy bay đa dụng, thích hợp cho cả hoạt động quân sự lẫn dân sự với chi phí vận hành thấp và độ tin cậy cao. Trên phương diện này thì EMB 110 đã thành công.
Phát triển xa hơn của EMB 110 đã bị hủy bỏ bởi hãng sản xuất để chuyển đến sản xuất loại máy bay lớn hơn, nhanh hơn và có 30 ghế là EMB 120 Brasilia.

## Sản xuất và phục vụ

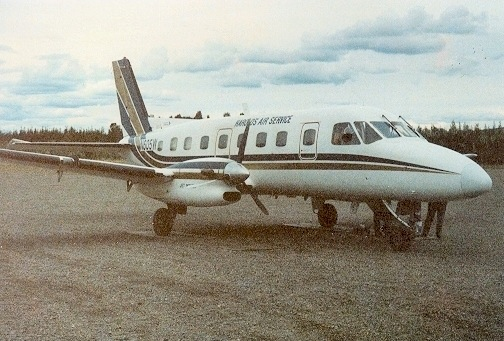
EMB 110B

Nguyên mẫu quân sự đầu tiên, có tên gọi là YC-95, đã bay vào tháng 10-1968 và việc sản xuất bắt đầu cùng năm bởi công ty máy bay Embraer mới thành lập lúc đó. Mẫu chở khách bay lần đầu vào 9 tháng 8-1972 và đi vào hoạt động thương mại vào 16 tháng 4-1973 với hãng hàng không Transbrasil của Brazil, hiện hãng này không còn tồn tại.
Trong 21 năm Embraer đã chế tạo 494 máy bay với nhiều phiên bản chức năng khác nhau, bao gồm:
- YC-95 hay EMB 100 - Nguyên mẫu.
- EMB 110 - Phiên bản vận tải quân sự.
- C-95 - Phiên bản vận tải quân sự cho Không quân Brazil.
- EMB 110A - Phiên bản đo kích thước sóng vô tuyến.
- E-95 - Phiên bản đo kích thước sóng vô tuyến Không quân Brazil.
- EC-95B - Phiên bản đo kích thước Không quân Brazil.
- EMB 110B - Phiên bản chụp ảnh, đo đạc trên không.
- R-95 - Phiên bản đo đạc trên không Không quân Brazil.
- EMB 110CN - 3 chiếc bán cho Hải quân Chile.
- EMB 110C - Mẫu thương mại đầu tiên, 15 chỗ.
- EMB 111A - Phiên bản tuần tra trên biển cho Không quân Brazil. Máy bay có tên gọi P-95 do không quân Brazil chỉ định. Một vài chiếc đã cho Hải quân Argentina thuê sau Chiến tranh Falklands do những chiếc SP-2H Neptune về hưu và chờ đến khi có được những chiếc L-188 Electra sửa đổi.
- P-95B -
- EMB 111AN - 6 chiếc tuần tra trên biển bán cho Hải quân Chile.
- EMB 110E
- EMB 110E(J) - Phiên bản chở khách thuộc chính phủ có 7 chỗ.
- EMB 110K1 - Phiên bản vận tải hàng hóa.
- C-95A - Phiên bản vận tải hàng hóa Không quân Brazil.
- EMB 110P - Phiên bản dân dụng.
- EMB 110P1 - Phiên bản vận tải hàng hóa/chở khách.
- C-95B - Phiên bản vận tải hàng hóa/chở khách cho Không quân Brazil.
- EMB 110P1 SAR - Phiên bản tìm kiếm cứu nạn.
- EMB 110P/A - Phiên bản chở khách 18 chỗ, dự định cho xuất khẩu.
- EMB 110P1/A - Phiên bản vận tải hàng hóa/chở khách sửa đổi với cửa khoang chứa hàng bổ sung.
- EMB 110P1/41 - Phiên bản vận tải hàng hóa/chở khách.
- EMB 110P1K/110K - Phiên bản quân sự.
- C-95C - Phiên bản cho Không quân Brazil của EMB 110P2.
- EMB 110P2
- EMB 110P2/A - Sửa đổi cho vai trò máy bay dân dụng, số ghế tăng lên 21 ghế.
- EMB 110P2/41 - Phiên bản chở khách 21 chỗ.
- EMB 110S1 - Phiên bản đo đạc, khảo sát địa lý.
- SC-95 - Phiên bản tìm kiếm cứu nạn cho Không quân Brazil.
- XC-95 - Phiên bản nghiên cứu mưa cho Không quân Brazil.

Việc sản xuất ngừng vào năm 1990, EMB 110 đã được thay thế bởi EMB120.

## Quốc gia sử dụng

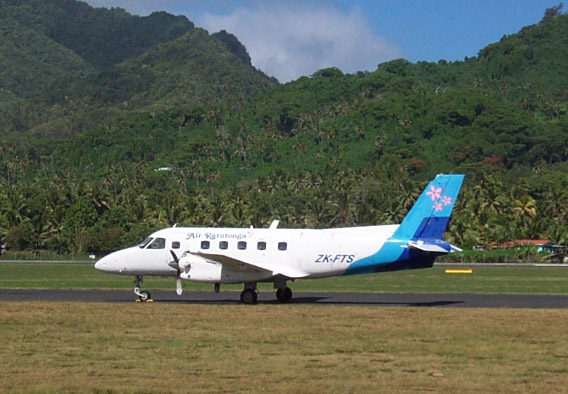
Embraer EMB 110

### Dân sự
Đến tháng 8, 2006 tổng cộng có 159 chiếc EMB 110 (mọi phiên bản) đang hoạt động trong 65 hãng hàng không trên thế giới. Các hãng sử dụng chính bao gồm:
- Brasil
  - Manaus Aerotáxi (4)
  - Abaeté Linhas Aéreas (6)
  - Tavaj Linhas Aereas (7)
- Canada
  - Air Creebec (3)
  - Kenn Borek Air (2)
- Quần đảo Cook
  - Air Rarotonga (3)
- Fiji
  - Air Fiji (7)
- Antille thuộc Hà Lan
  - Insel Air (2)
- Tonga
  - Airlines Tonga
- Hoa Kỳ
  - AirNow (14)
- Venezuela
  - Rutaca (6)
- Úc
  - Aeropelican (1)
- Guatemala
  - Transportes Aereos Guatemaltecos (1)

### Quân sự
- EMB 100
  -  Angola
  -  Brasil
  -  Chile
  -  Gabon
  -  Sénégal
- EMB 110
  -  Brasil
  -  Cabo Verde
  -  Chile
  -  Colombia
  -  Gabon
  -  Perú
  -  Uruguay

## Thông số kỹ thuật (EMB 110P1A/41)

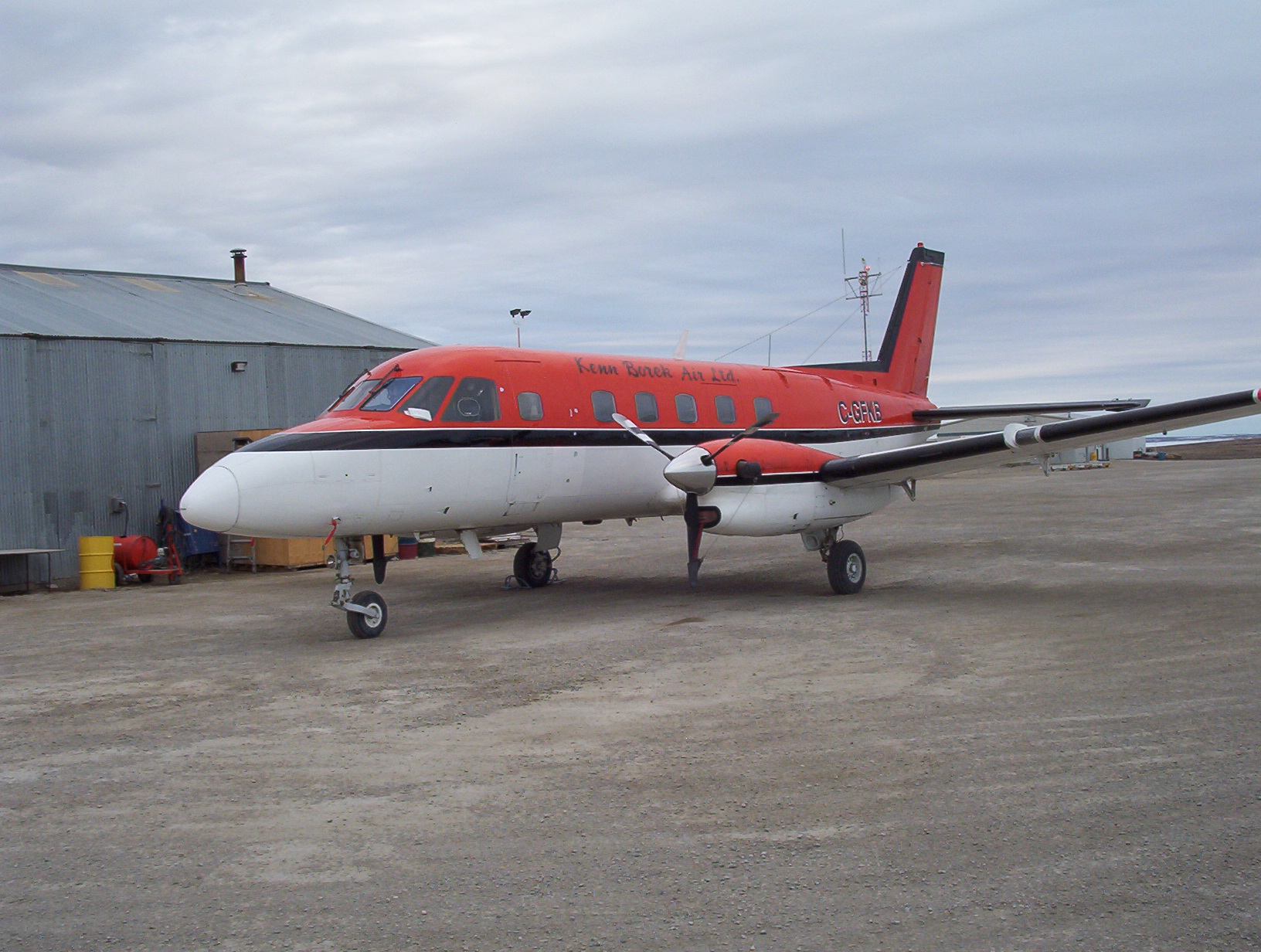
EMB-110P1

### Đặc điểm riêng
- Phi đoàn: n/a
- Sức chứa: 21 hành khách
- Chiều dài: 15.1 m (49 ft 7 in)
- Sải cánh: 15.4 m (50 ft 3 in)
- Chiều cao: 4.9 m (16 ft 2 in)
- Diện tích cánh: 29.1 m² (313 ft²)
- Trọng lượng rỗng: 3555 kg (7837 lb)
- Trọng lượng cất cánh: n/a
- Trọng lượng cất cánh tối đa: 5.900 kg (12.500 lb)
- Động cơ: 2× Pratt & Whitney Canada PT6A-34, 559 kW (750 shp) mỗi chiếc

### Hiệu suất bay
- Vận tốc cực đại: 460 km/h (286 mph)
- Vận tốc hành trình: 341 km/h (184 knots, 212 mph)
- Tầm bay: 1.964 km (1.060 nm, 1.220 mi)
- Trần bay: 6860 m (22500 ft)
- Vận tốc lên cao: n/a
- Lực nâng của cánh: n/a
- Lực đẩy/trọng lượng: n/a

## Các sự kiện và tai nạn
- 1 tháng 3 năm 1988: Chuyến bay 206 của Comair sử dụng một chiếc Embraer 110, đã bị rơi tại Johannesburg, giết chết 17 người trên máy bay.[2]
- 14 tháng 11 năm 1988: Oy Wasawings Ab bay từ Seinäjoki đã bị rơi trong khi hạ cánh tại Ilmajoki, Phần Lan. 6 người chết, 6 người bị thương.[3]
- 19 tháng 7 năm 1994: Hãng hàng không nội địa Panama ALAS, chuyến bay số HP-1202AC sử dụng một chiếc Embraer 110P1,máy bay đã bị rơi sau khi một quả bom phát nổ trong cabin giết chết 21 người, gồm 12 thương gia Thụy Điển trong số hành khách.
- 24 tháng 5 1995 G-OEAA, một chiếc Embraer EMB-110-P1 do hãng hàng không nội địa Vương quốc Anh Knight Air sử dụng bay giữa Leeds và Aberdeen đã lao xuống theo đường xoắn ốc, khiến máy bay đam vào một nông trại tại Dunkeswick Moor gần Leeds. Tất cả 12 người trên máy bay đều bị chết. Nguyên nhân tai nạn có thể do hỏng một hoặc hai đồng hồ đo độ cao và cân bằng ngang.[4][5]

### Máy bay có cùng sự phát triển
- EMB 120
- EMB 121

### Trình tự thiết kế
EMB 110 -
EMB 120 -
EMB 121 -
ERJ 135 - ERJ 140 - ERJ 145 -
170 - 175 - 190 -195